# Stefan Meier (Koch)
Stefan Meier (* 15. Oktober 1984 in Nürnberg) ist ein deutscher Koch.

## Werdegang
Nach der Ausbildung ab 2003 wechselte Meier 2006 zum Jacobs Restaurant im Hotel Louis C. Jacob bei Thomas Martin in Hamburg (zwei Michelinsterne), 2008 zum Gut Lärchenhof in Köln (ein Michelinstern) und 2010 zum Restaurant Amador bei Juan Amador in Langen (drei Michelinsterne). 2011 ging er zum Restaurant Filzmoos bei Johanna Maier, wo er seine Lebensgefährtin kennenlernte.
Nach seiner Küchenmeisterprüfung 2013 in Heidelberg war er zwei Jahre Souschef im Lamm Roswag in  Heidelberg.
2016 eröffnete er sein eigenes Restaurant ZweiSinn in Nürnberg, das seit 2017 mit einem Michelinstern ausgezeichnet wird. Seine Lebensgefährtin Carina Burkhardt leitete bis Juni 2023 den Service.

## Auszeichnungen
- Seit 2017: ein Michelinstern für das Restaurant ZweiSinn